# Tipula (Microtipula) klagesi
Tipula (Microtipula) klagesi is een tweevleugelige uit de familie langpootmuggen (Tipulidae). De soort komt voor in het Neotropisch gebied.